# Anne Catherine Emmerich
Anne Catherine Emmerich (també Anna Katharina Emmerick; 8 de setembre de 1774 - 9 de febrer de 1824) va ser una canongessa agustiniana catòlica regular de Windesheim, mística, visionària mariana, extàtica i estigmatista
Va néixer a Flamschen, una comunitat agrícola de Coesfeld, a la diòcesi de Münster, Westfàlia, Alemanya, i va morir als 49 anys a Dülmen, on havia estat monja, i més tard va quedar postrada en llit. Emmerich va experimentar visions sobre la vida i la passió de Jesucrist, que se li va revelar la Mare de Déu sota l'èxtasi religiós.
Durant els seus anys de llit, una sèrie de personatges coneguts es van inspirar per visitar-la. El poeta Clemens Brentano la va entrevistar llargament i va escriure dos llibres basats en les seves notes de les seves visions. L'autenticitat dels escrits de Brentano ha estat qüestionada i els crítics han caracteritzat els llibres com "elaboracions conscients d'un poeta".
Emmerich va ser beatificada el 3 d'octubre de 2004 pel papa Joan Pau II. Tanmateix, el Vaticà es va centrar en la seva pròpia pietat personal més que en els escrits religiosos associats a ella per Clemens Brentano.

## Biografia

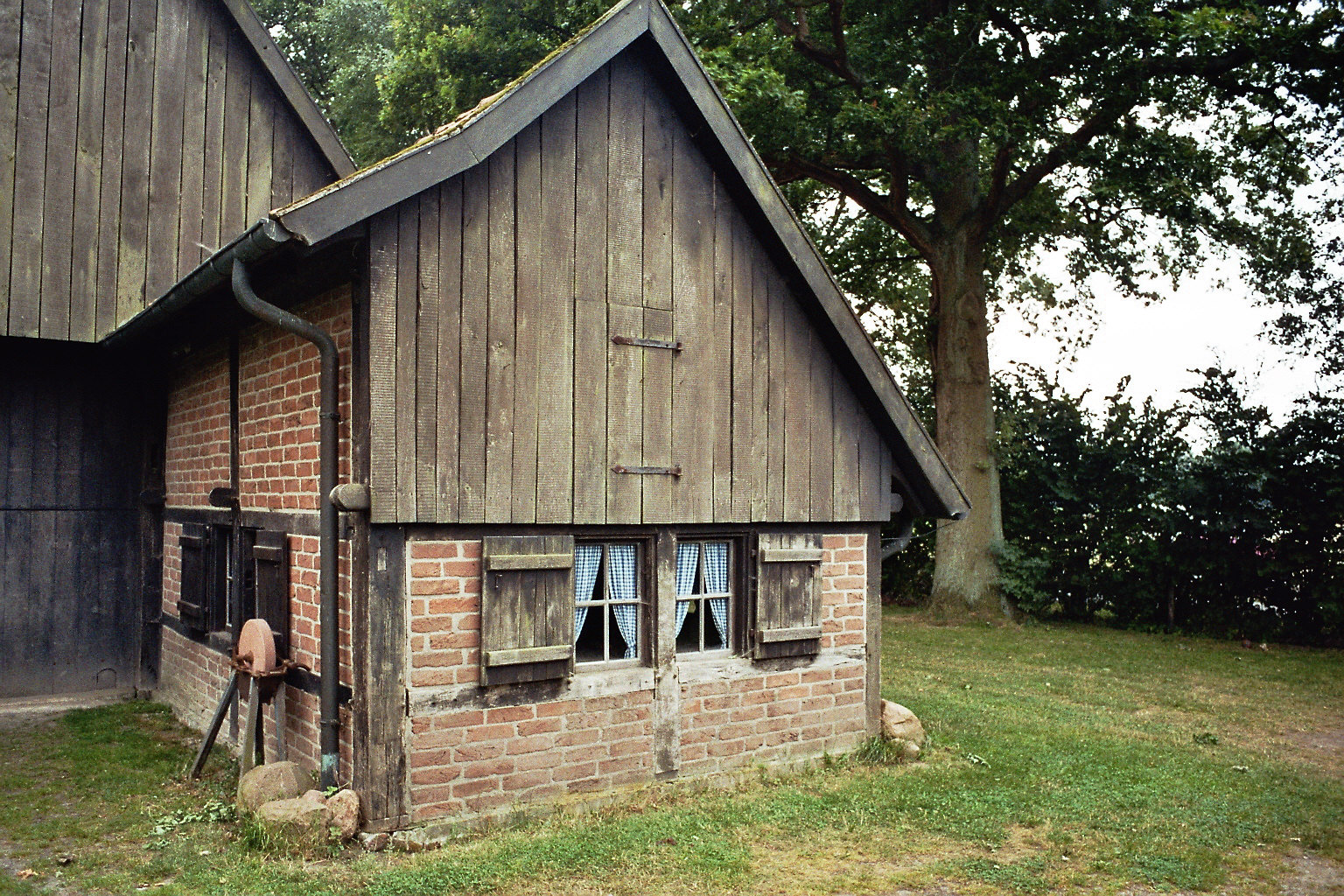
Lloc de naixement d'Anne Catherine Emmerich a Coesfeld-Flamschen

Emmerich va néixer en una família de pagesos pobres i va tenir nou germans i germanes. El cognom de la família derivava d'un poble ancestral. Des de ben petita, va ajudar amb les feines de la casa i la granja. La seva escola va ser força breu, però tots els que la van conèixer es van adonar que se sentia atreta per l'oració des de petita. Als dotze anys va començar a treballar durant tres anys en una gran granja dels voltants i més tard va aprendre a ser modista i va treballar com a tal durant diversos anys.
Va sol·licitar l'admissió a diversos convents, però va ser rebutjada perquè no podia permetre's un dot. Finalment, les clarisses de Münster van acceptar-la, sempre que aprengués a tocar l'orgue. Va anar a l'organista Söntgen a Coesfeld per estudiar música i aprendre a tocar l'orgue, però la pobresa de la família Söntgen la va portar a treballar-hi i a sacrificar els seus petits estalvis per ajudar-los. Més tard, una de les filles Söntgen va entrar amb ella al convent.

### Vida religiosa
El 1802, als 28 anys, Emmerich i la seva amiga Klara Söntgen van aconseguir finalment unir-se a les monges agustines al convent d'Agnetenberg a Dülmen. L'any següent, Emmerich va fer els seus vots religiosos. Al convent, es va fer coneguda pel seu estricte compliment de la regla de l'orde; però, des dels inicis fins al 1811, sovint estava força malalta i va haver de suportar grans dolors. De vegades, el seu zel i el seu estricte compliment de les regles van pertorbar algunes de les germanes més tèbies, que estaven desconcertades per la seva feble salut i els èxtasis religiosos.
Quan Jérôme Bonaparte, rei de Westfàlia, va suprimir el convent l'any 1812, va trobar refugi a la casa d'una vídua.

### Estigmes
A principis de 1813, es van informar marques dels estigmes al cos d'Emmerich. El rector va trucar a dos metges per examinar-la. Quan tres mesos després es va estendre la notícia del fenomen, va comunicar-ho al vicari general. Amb la notícia que va provocar una gran conversa a la població, les autoritats eclesiàstiques van dur a terme una llarga investigació. Molts metges van voler examinar el cas i, tot i que es van fer esforços per dissuadir els curiosos, hi havia visitants el rang o estatus dels quals els va permetre l'entrada. Durant aquest temps, el poeta i romàntic Clemens Brentano va visitarla per primera vegada.
A finals de 1818, el sagnat periòdic de les mans i els peus d'Emmerich s'havia aturat i les ferides s'havien tancat. Mentre que molts de la comunitat consideraven els estigmes reals, altres consideraven que Emmerich era una impostora que conspirava amb els seus associats per perpetrar un frau. L'agost de 1819, les autoritats civils van intervenir i van traslladar Emmerich a una casa diferent, on va ser mantinguda en observació durant tres setmanes. Els membres de la comissió no van trobar proves de frau i estaven dividits en les seves opinions.
Com que la creu del seu esternó tenia la forma inusual d'una "Y", semblant a una creu de l'església local de Coesfeld, el sacerdot anglès Herbert Thurston va conjecturar que "les impressions subjectives de l'estigma exerceixen una influència preponderant sobre les manifestacions que apareixen exteriorment", el mateix camí cap als estigmes descrit a les obres de Joan de Ruusbroec.

### Visions i inspiracions
Emmerich va dir que quan era petita havia tingut visions en les quals parlava amb Jesús, veia les ànimes al purgatori i va presenciar el nucli de la Santíssima Trinitat en forma de tres esferes plenes concèntriques i interpenetrades. La més gran però més tènue de les esferes representava el nucli del Pare, l'esfera mitjana el nucli del Fill i l'esfera més petita i brillant el nucli de l'Esperit Sant. Cada esfera de Déu omnipresent s'estén cap a l'infinit més enllà del nucli de Déu col·locat al Cel. La recopilació de Brentano diu que durant una malaltia durant la infància d'Emmerich, va rebre la visita d'un nen (suggerit que era Jesús), que li va dir de les plantes que havia d'ingerir per curar, inclòs el suc de flors Morning Glory, conegut per contenir ergina.
Emmerich va tenir moltes visions místiques de les quals va parlar. El següent sembla reflectir-se en moltes tradicions com a veritat: va escriure, per exemple, sobre "una Muntanya dels Profetes, que va identificar clarament com l'Himàlaia, on viuen Enoc, Elies i altres que no van morir de la manera habitual sinó que van ascendir, i on també es poden trobar animals que van sobreviure al Diluvi". Alguns diuen que estava veient la llegendària fortalesa espiritual de Shambala (tradició oriental), o la Ciutat Màgica de Luz (tradició hebrea), bàsicament un lloc que es troba en moltes tradicions antigues on van els immortals, o especials d'aquesta manera. (Això es basa principalment a la pàgina 173 de La història secreta del món de Jonathan Black).
A partir de la creixent reputació d'Emmerich, una sèrie de personatges que van influir en el moviment de renovació de l'Església a principis del segle xix van venir a visitar-la, entre ells Clemens August von Droste zu Vischering, el futur arquebisbe de Colònia; Johann Michael Sailer, bisbe de Ratisbona, des de 1803 l'únic elector espiritual supervivent del Sacre Imperi Romanogermànic; Bernhard Overberg i els autors Luise Hensel i Friedrich Stolberg. Clemens von Droste, aleshores encara vicari general de l'arxidiòcesi, va anomenar Emmerich "una amiga especial de Déu" en una carta que va escriure a Stolberg.

#### Visites de Clemens Brentano

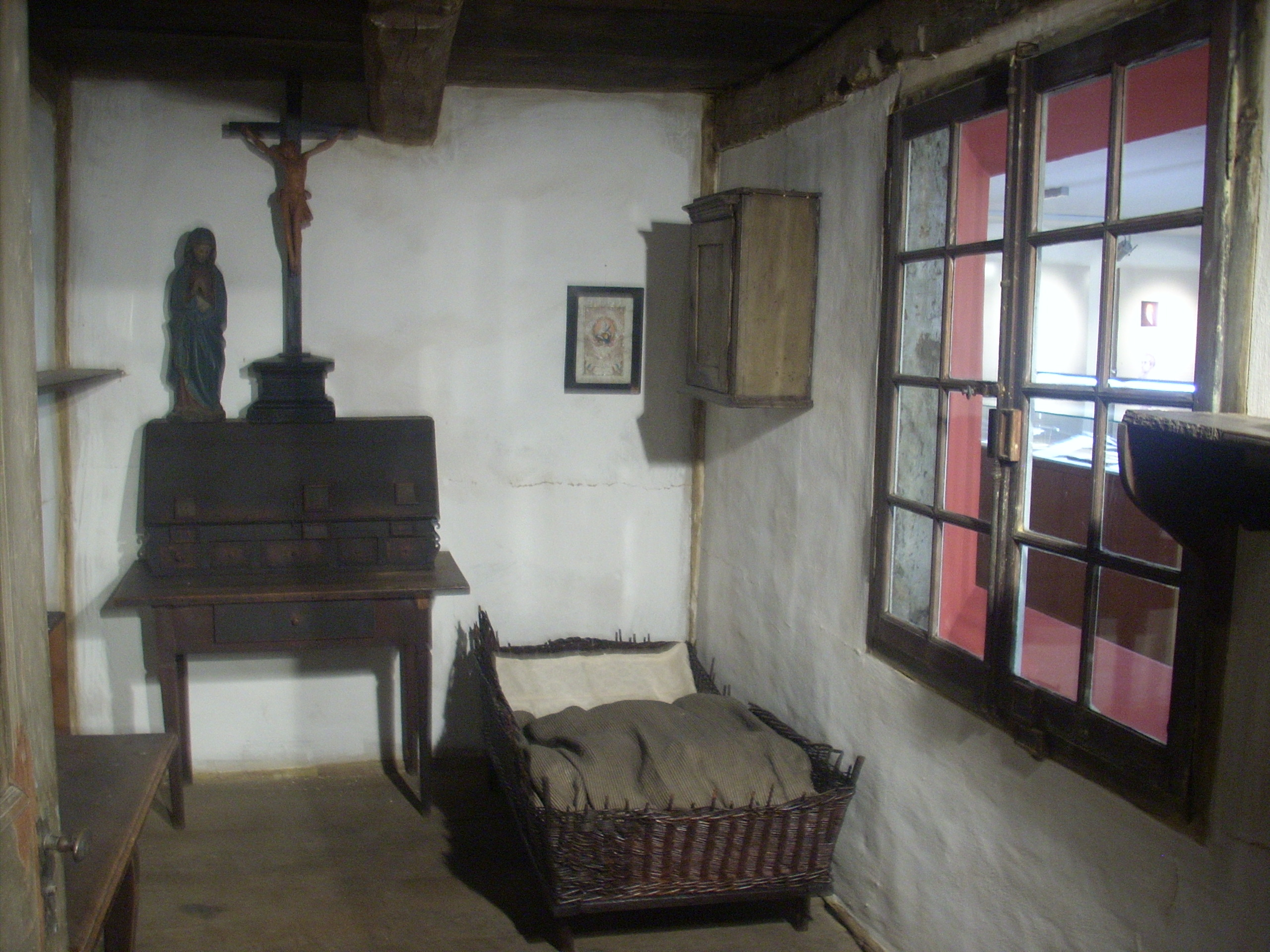
La reconstrucció de l'habitació d'Emmerich amb els mobles originals, a l'església de la Santa Creu de Dülmen, Alemanya

En el moment del segon examen d'Emmerich el 1819, Brentano la va visitar. Va afirmar que ella li va dir que l'havien enviat per ajudar-la a complir el manament de Déu, per expressar per escrit les revelacions que li havien fet. Brentano es va convertir en un dels molts partidaris d'Emmerich en aquell moment, creient que era una "núvia escollida de Crist". El professor Andrew Weeks afirma que els complexos personals de Brentano van ser un factor per substituir Emmerich com a figura materna a la seva pròpia vida.
Des de 1819 fins a la mort d'Emmerich el 1824, Brentano va omplir molts quaderns amb relats de les seves visions relacionades amb escenes del Nou Testament i la vida de la Verge Maria. Com que Emmerich només parlava el dialecte de Westfàlia, Brentano no podia transcriure les seves paraules directament, i sovint ni tan sols podia prendre notes en presència d'ella, així que ràpidament escriuria en alemany estàndard quan tornava al seu propi apartament un conjunt de notes basades en sobre el que recordava de les converses que va mantenir amb Emmerich. Brentano va editar les notes més tard, anys després de la mort d'Emmerich.
Uns deu anys després que Emmerich hagués explicat les seves visions, Brentano va completar l'edició dels seus registres per a la seva publicació. El 1833, va publicar el seu primer volum, La Dolorosa Passió de Nostre Senyor Jesucrist segons les meditacions d'Anne Catherine Emmerich. Brentano va preparar llavors La vida de la Santíssima Verge Maria a partir de les visions d'Anna Catherine Emmerich per a la seva publicació, però va morir el 1842. El llibre va ser publicat pòstumament el 1852 a Múnic.
El sacerdot catòlic Karl Schmoger va editar els manuscrits de Brentano i de 1858 a 1880 va publicar els tres volums de La vida de Nostre Senyor. El 1881 va seguir una gran edició il·lustrada. Schmoger també va escriure una biografia d'Anne Catherine Emmerich en dos volums que s'ha republicat en edicions en anglès.
El Vaticà no avala l'autenticitat dels llibres escrits per Brentano. Tanmateix, considera el seu missatge general com "una proclamació destacada de l'evangeli al servei de la salvació". Altres crítics han estat menys simpàtics i han caracteritzat els llibres que Brentano va produir a partir de les seves notes com "elaboracions conscients d'un poeta romàntic exagerat".
Brentano va escriure que Emmerich va dir que creia que Cam, fill de Noè, era el progenitor de "les nacions negres, idòlatres i estúpides" del món. Es diu que la "Passió Dolorosa" revela una "clara soca antisemita a tot arreu", amb Brentano escrivint que Emmerich creia que "els jueus... estrangulaven nens cristians i utilitzaven la seva sang per a tota mena de pràctiques sospitoses i diabòliques".

#### Al·legacions de fabricació parcial de Brentano

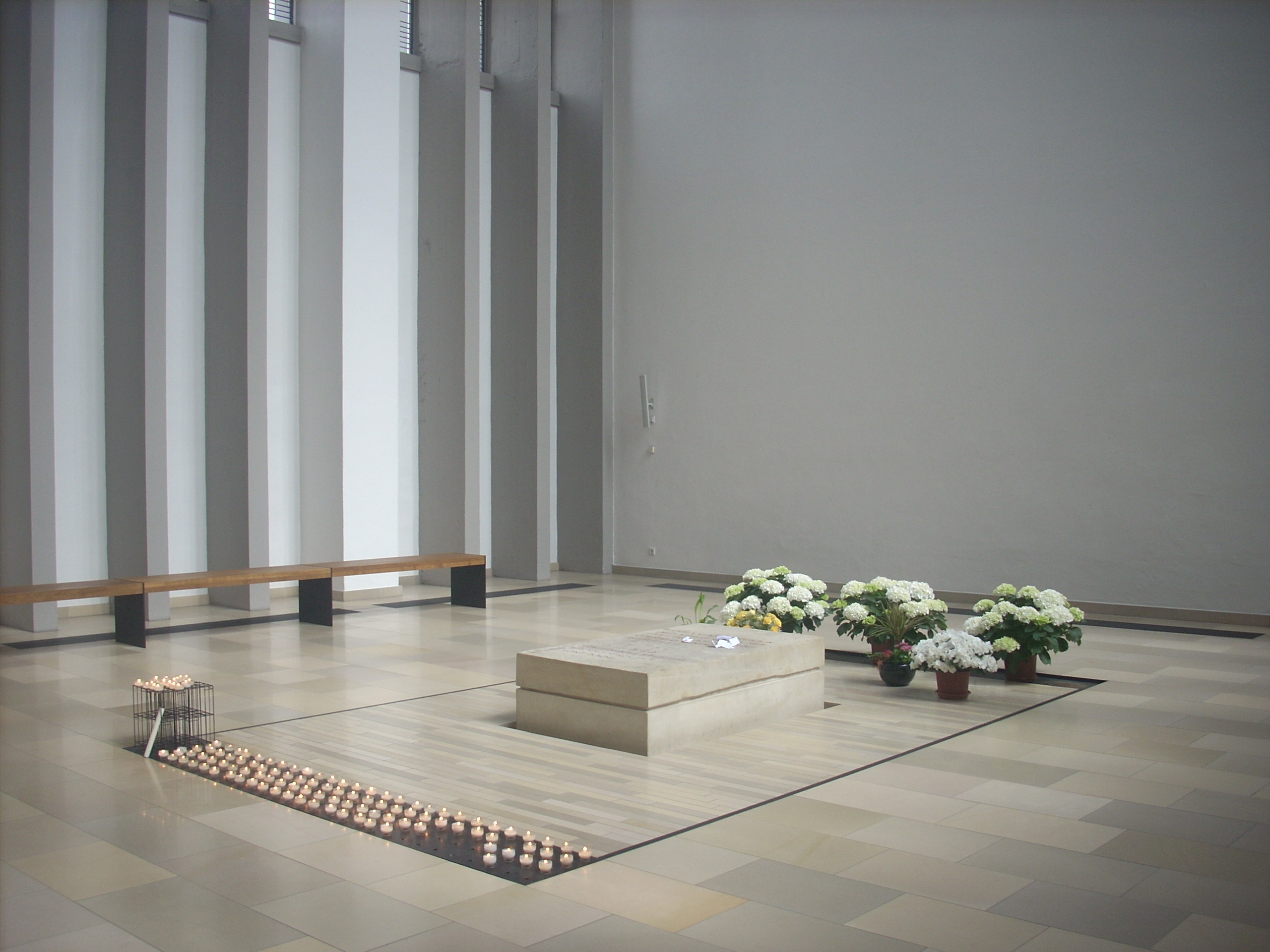
La tomba d'Anna Caterina a l'església de la Santa Creu a Dülmen, Alemanya.

Quan el cas de la beatificació d'Emmerich es va presentar al Vaticà el 1892, diversos experts alemanys van començar a comparar i analitzar les notes originals de Brentano de la seva biblioteca personal amb els llibres que havia escrit. L'anàlisi va revelar diverses fonts bíbliques apòcrifes, mapes i guies de viatge entre els seus articles, que es podrien haver utilitzat per millorar les narracions d'Emmerich.
En la seva tesi teològica de 1923, el sacerdot alemany Winfried Hümpfner, que havia comparat les notes originals de Brentano amb els llibres publicats, va escriure que Brentano havia fabricat gran part del material que havia atribuït a Emmerich.
El 1928, els experts havien arribat a la conclusió que només una petita part dels llibres de Brentano es podia atribuir amb seguretat a Emmerich.
En el moment de la beatificació d'Emmerich l'any 2004, la posició del Vaticà sobre l'autenticitat dels llibres de Brentano va ser dilucidada pel sacerdot Peter Gumpel, que va participar en l'estudi dels temes per a la Congregació per a les Causes dels Sants: "No és absolutament segur que mai escrigués això. Hi ha un greu problema d'autenticitat". Segons Gumpel, els escrits atribuïts a Emmerich van ser "absolutament descartats" pel Vaticà com a part del seu procés de beatificació.

### Mort i enterrament
Emmerich va començar a fer-se cada cop més feble durant l'estiu de 1823. Va morir el 9 de febrer de 1824 a Dülmen i va ser enterrada al cementiri fora de la ciutat, amb un gran nombre de persones assistint al seu funeral. La seva tomba va ser reoberta dues vegades en les setmanes posteriors al funeral, a causa d'un rumor que el seu cos havia estat robat, però es va trobar que el taüt i el cos estaven intactes.
El febrer de 1975, les restes d'Emmerich van ser traslladades a l'església de la Santa Creu de Dülmen, on descansen avui.

## Beatificació
| «                                                         | El seu exemple va obrir el cor de pobres i rics, de persones senzilles i cultes, a qui va instruir en la dedicació amorosa a Jesucrist | » |
| — Papa Joan Pau II, Homilia, diumenge 3 d'octubre de 2004 | |   |

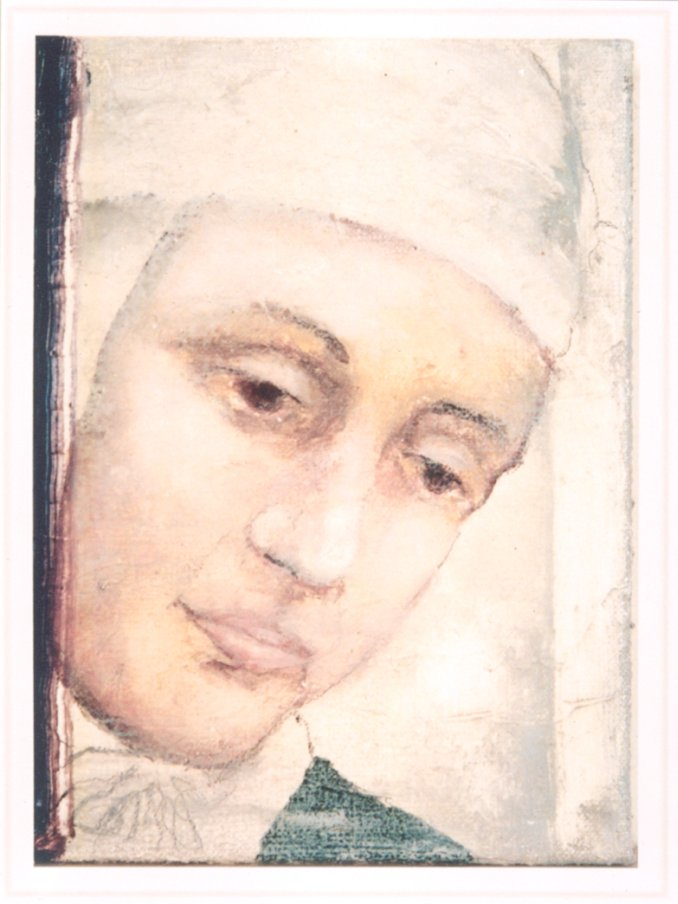
Un dibuix d'Anna Catherine del.

El procés de beatificació d'Emmerich va ser iniciat el 1892 pel bisbe de Münster. L'any 1928, però, el Vaticà va suspendre el procés quan es va sospitar que Clemens Brentano havia fabricat part del material que apareixia als llibres que va escriure, i que havia atribuït a Emmerich.
L'any 1973, la Congregació per a les Causes dels Sants va permetre que es tornés a obrir l'expedient per a la seva beatificació, sempre que només se centres en el tema de la seva vida, sense cap mena de referència al material possiblement manipulat produït per Clemens Brentano.
El juliol de 2003, la Congregació per a les Causes dels Sants va promulgar un decret de miracle que se li atribueix, i que va obrir el camí per a la seva beatificació.
El 3 d'octubre de 2004, Anne Catherine Emmerich va ser beatificada pel papa Joan Pau II. Tanmateix, els llibres produïts per Brentano van ser deixats de banda, i la seva causa es va adjudicar únicament sobre la base de la seva pròpia santedat i virtut personals. Peter Gumpel, que va participar en l'anàlisi de l'assumpte al Vaticà, va dir al Catholic News Service: "Com que era impossible distingir el que es deriva de sor Emmerich i el que és brodat o addicions, no vam poder prendre aquests escrits com a criteri [en la decisió de beatificació]. Per tant, simplement van ser descartats completament de tota la feina per a la causa."

## Retrats cinematogràfics
El 2003 Mel Gibson va utilitzar el llibre de Brentano La Passió Dolorosa com a font clau per a la seva pel·lícula The Passion of the Christ. Gibson va declarar que l'Escriptura i les "visions acceptades" eren les úniques fonts en les quals va aprofitar, i una lectura acurada del llibre de Brentano mostra l'alt nivell de dependència de la pel·lícula.
El 2007 el director alemany Dominik Graf va fer la pel·lícula The Pledge com una dramatització de les trobades entre Emmerich (interpretada per l'actriu Tanja Schleiff) i Clemens Brentano, basada en una novel·la de Kai Meyer.